# Fußball-Weltmeisterschaft der Frauen 2015/Australien
Dieser Artikel behandelt die australische Fußballnationalmannschaft der Frauen bei der Fußball-Weltmeisterschaft der Frauen 2015 in Kanada. Australien nahm zum sechsten Mal an der WM-Endrunde teil und konnte erstmals ein Spiel in der K.-o.-Runde gewinnen, schied aber im Viertelfinale gegen den Titelverteidiger aus. Nur bei der ersten Austragung 1991 fehlten die Australierinnen. Die Mannschaft qualifizierte sich als Zweiter der Asienmeisterschaft 2014.

## Qualifikation
Australien musste sich für die Asienmeisterschaft nicht qualifizieren, sondern war wie China, Japan und Südkorea gesetzt.

### Gruppenphase
| Pl. | Land       | Sp. | S | U | N | Tore    | Diff. | Punkte |
| --- | ---------- | --- | - | - | - | ------- | ----- | ------ |
| 1.  | Japan      | 3   | 2 | 1 | 0 | 013:200 | +11   | 07     |
| 2.  | Australien | 3   | 2 | 1 | 0 | 007:300 | +4    | 07     |
| 3.  | Vietnam    | 3   | 1 | 0 | 2 | 003:700 | −4    | 03     |
| 4.  | Jordanien  | 3   | 0 | 0 | 3 | 002:130 | −11   | 0      |

| 14. Mai 2014, Thong Nhat Stadium in Ho-Chi-Minh-Stadt |   |            |           |
| Australien                                            | – | Japan      | 2:2 (1:0) |
| 16. Mai 2014, Thong Nhat Stadium in Ho-Chi-Minh-Stadt |   |            |           |
| Australien                                            | – | Jordanien  | 3:1 (1:0) |
| 18. Mai 2014, Thong Nhat Stadium in Ho-Chi-Minh-Stadt |   |            |           |
| Vietnam                                               | – | Australien | 0:2 (0:1) |

Bereits durch den zweiten Platz in der Gruppe war Australien für die WM qualifiziert.

### Halbfinale
| 22. Mai 2014 | Südkorea | – | Australien | 1:2 (0:0) |

### Finale
| 25. Mai 2014 | Japan | – | Australien | 1:0 (1:0) |

Trainer Alen Stajcic setzte in den fünf Spielen insgesamt 23 Spielerinnen ein, wobei er im zweiten Gruppenspiel mit einer auf neun Positionen geänderten Startformation begann, im dritten Gruppenspiel dann wieder mit den neun Spielerinnen aus dem ersten Gruppenspiel begann, die im zweiten Gruppenspiel nicht in der Startformation standen. Nur fünf Spielerinnen (Teigen Allen, Caitlin Foord, Katrina Gorry, Sam Kerr und Emily van Egmond) kamen in allen fünf Spielen zum Einsatz, wovon aber keine in allen Startformationen stand. Beste Torschützinnen waren Katrina Gorry (3 Tore) und Kate Gill (2).

## Vorbereitung
Im Februar 2015 bestritten die Australierinnen zwei Test-Länderspiele in Auckland, Neuseeland: am 10. gegen Nordkorea (2:1), das für die WM nicht zugelassen wurde und am 12. gegen Neuseeland (3:2), das sich auch für die WM qualifiziert hat. Im Frühjahr 2015 nahm die Mannschaft zum zweiten Mal am traditionellen Zypern-Cup teil und traf dabei auf die WM-Teilnehmer Niederlande (1:0 am 4. März) und England (0:3 am 6. März) und Finnland (3:0 am 9. März) sowie im Spiel um Platz 5 am 11. März auf Tschechien (6:2). Am 7. April spielten die Australierinnen in Villach erstmals gegen Österreich und verloren mit 1:2. Am 9. April endete ein weiteres Testspiel in Falkirk gegen Schottland mit 1:1. Am 19. Mai 2015 fand in Park Lea ein vorletzter Test unter Ausschluss der Öffentlichkeit gegen Vietnam statt, der mit 4:0 gewonnen wurde. Beide trafen am 21.in Kogarah erneut aufeinander und diesmal gewann Australien mit 11:0. Danach fliegen die „Matildas“ nach Kanada.

## Die Mannschaft

### Aufgebot
Der Kader von 23 Spielerinnen (davon drei Torhüterinnen), der dem FIFA-Generalsekretariat spätestens zehn Werktage vor dem Eröffnungsspiel mitgeteilt werden muss, wurde am 12. Mai benannt. Am 18. Mai wurden Clare Polkinghorne und Lisa De Vanna als Co-Kapitäne vorgestellt.
| Nr.                   | Spieler              | Geburtsdatum | Verein                        | Einsätze | Tore | WM-Spiele            | WM 2015 | WM 2015 | WM 2015      | WM 2015          | WM 2015     | WM 2015 |
| Nr.                   | Spieler              | Geburtsdatum | Verein                        | Einsätze | Tore | WM-Spiele            | Sp.     | Tore    | Gelbe Karten | Gelb-Rote Karten | Rote Karten |         |
| Tor                   | Tor                  | Tor          | Tor                           | Tor      | Tor  | Tor                  | Tor     | Tor     | Tor          | Tor              | Tor         |         |
| --------------------- | -------------------- | ------------ | ----------------------------- | -------- | ---- | -------------------- | ------- | ------- | ------------ | ---------------- | ----------- | ------- |
| 21                    | Mackenzie Arnold     | 25.02.1994   | Perth Glory                   | 007      | 0    |                      | 0       | 0       | 0            | 0                | 0           |         |
| 18                    | Melissa Barbieri     | 20.01.1980   | Adelaide United               | 086      | 0    | 8 (2003, 2007, 2011) | 1       | 0       | 0            | 0                | 0           |         |
| 1                     | Lydia Williams       | 13.05.1988   | Canberra United FCM           | 046      | 0    | 1 (2007, 2011)       | 4       | 0       | 0            | 0                | 0           |         |
| Abwehr                |                      |              |                               |          |      |                      |         |         |              |                  |             |         |
| 5                     | Laura Alleway        | 28.11.1989   | Brisbane Roar                 | 036      | 02   | 1 (2011)             | 5       | 0       | 0            | 0                | 0           |         |
| 7                     | Stephanie Catley     | 26.01.1994   | Melbourne Victory             | 039      | 02   |                      | 5       | 0       | 0            | 0                | 0           |         |
| 8                     | Elise Kellond-Knight | 10.08.1990   | Brisbane Roar                 | 062      | 01   | 4 (2011)             | 5       | 0       | 0            | 0                | 0           |         |
| 4                     | Clare Polkinghorne   | 01.02.1989   | Brisbane Roar                 | 079      | 05   | 5 (2007, 2011)       | 0       | 0       | 0            | 0                | 0           |         |
| 6                     | Servet Uzunlar       | 08.03.1989   | Sydney FC                     | 048      | 02   | 4 (2011)             | 1       | 0       | 0            | 0                | 0           |         |
| Mittelfeld            |                      |              |                               |          |      |                      |         |         |              |                  |             |         |
| 22                    | Nicola Bolger        | 03.03.1993   | Sydney FC                     | 006      | 0    |                      | 0       | 0       | 0            | 0                | 0           |         |
| 13                    | Tameka Butt          | 16.06.1991   | Brisbane Roar                 | 049      | 06   | 2 (2011)             | 3       | 0       | 0            | 0                | 0           |         |
| 19                    | Katrina Gorry        | 13.08.1992   | Brisbane Roar                 | 035      | 11   |                      | 5       | 0       | 0            | 0                | 0           |         |
| 14                    | Alanna Kennedy       | 21.01.1995   | Perth Glory                   | 034      | 0    |                      | 5       | 0       | 0            | 0                | 0           |         |
| 12                    | Leena Khamis         | 19.06.1986   | Sydney FC                     | 025      | 07   | 1 (2011)             | 0       | 0       | 0            | 0                | 0           |         |
| 15                    | Teresa Polias        | 16.05.1990   | Sydney FC                     | 009      | 0    |                      | 0       | 0       | 0            | 0                | 0           |         |
| 3                     | Ashleigh Sykes       | 15.12.1991   | Canberra United FCM           | 016      | 04   |                      | 2       | 0       | 0            | 0                | 0           |         |
| 10                    | Emily van Egmond     | 12.07.1993   | Newcastle Jets                | 045      | 11   | 3 (2011)             | 5       | 0       | 0            | 0                | 0           |         |
| Angriff               |                      |              |                               |          |      |                      |         |         |              |                  |             |         |
| 2                     | Larissa Crummer      | 10.01.1996   | Brisbane Roar                 | 007      | 01   |                      | 2       | 0       | 0            | 0                | 0           |         |
| 11                    | Lisa De Vanna        | 14.11.1984   | Melbourne Victory             | 104      | 36   | 8 (2007, 2011)       | 5       | 2       | 0            | 0                | 0           |         |
| 9                     | Caitlin Foord        | 11.11.1994   | Perth Glory                   | 035      | 05   | 3 (2011)             | 5       | 0       | 0            | 0                | 0           |         |
| 23                    | Michelle Heyman      | 04.07.1988   | Canberra United FCM           | 040      | 15   |                      | 5       | 0       | 0            | 0                | 0           |         |
| 20                    | Sam Kerr             | 10.09.1993   | Perth Glory                   | 042      | 07   | 3 (2011)             | 5       | 0       | 0            | 0                | 0           |         |
| 16                    | Hayley Raso          | 05.09.1994   | Brisbane Roar                 | 013      | 01   |                      | 0       | 0       | 0            | 0                | 0           |         |
| 17                    | Kyah Simon           | 25.06.1991   | Sydney FC                     | 056      | 13   | 3 (2011)             | 5       | 3       | 0            | 0                | 0           |         |
| Trainerstab           |                      |              |                               |          |      |                      |         |         |              |                  |             |         |
| Head Coach            | Alen Stajcic         | 02.11.1973   | Football Federation Australia |          |      |                      | 5       |         | 0            | 0                | 0           |         |
| Anmerkungen: 1. 2. 3. |                      |              |                               |          |      |                      |         |         |              |                  |             |         |

## Spiele bei der Weltmeisterschaft
Bei der Auslosung der Gruppen war Australien nicht gesetzt und wurde der Gruppe D mit Mittel- und Nordamerikameister USA zugelost.
Ferner wurden Schweden und Afrikameister Nigeria zugelost.  Gegen Nigeria hatte Australien bis zur WM noch nie gespielt. Die USA sind nach Neuseeland (46 Spiele) und China (37) mit 24 Spielen dritthäufigster Gegner der Australierinnen. Bisher reichte es aber nur zu zwei Remis bei 22 Niederlagen. Gegen Schweden gab es zuvor neun Spiele, von denen nur eins gewonnen wurde. Zwei Spiele endeten remis, wovon Australien eins im Elfmeterschießen gewann, sechs wurden verloren. Zuletzt trafen die Australierinnen im WM-Viertelfinale 2011 auf die Schwedinnen und verloren mit 1:3.
Die Gruppe galt als stärkste der WM; es war die einzige mit vier Mannschaften, die bei ihren letzten kontinentalen Titelkämpfen mindestens das Halbfinale erreichten. In der FIFA-Weltrangliste vor der WM lag Australien auf Platz 10, die USA auf Platz 2, Schweden auf Platz 5 und Nigeria auf Platz 33; Gruppenschnitt = 12,5.
Im ersten Gruppenspiel gegen die USA begannen die Australierinnen forsch und ließen sich auch durch das Gegentor nach einem für die australische Torhüterin unglücklich abgefälschten Schuss nicht beirren, sondern glichen 15 Minuten später aus. In der zweiten Halbzeit ließen dann die Kräfte nach, die US-Amerikanerinnen kamen besser ins Spiel und konnten es dann für sich entscheiden. Gegen Nigeria, das gegen Schweden eine couragierte Leistung gezeigt hatte, dominierte Australien dann das Spiel, ließ die schnellen Gegenstöße der aber auch müde wirkenden Afrikanerinnen nicht zu und erzielte selber zwei schön herausgespielte Tore. Gegen Schweden reichte ihnen dann ein Remis um ins Achtelfinale zu kommen, aber Australien spielte anfangs auf Sieg. Mannschaftskapitänin Lisa De Vanna nahm bereits in der fünften Minute einen langen Pass aus der eigenen Hälfte auf und tauchte allein vor der schwedischen Torhüterin auf, der sie keine Chance ließ. Wie aus dem Nichts fiel dann 10 Minuten später der Ausgleich für Schweden. Danach verwaltete Australien zunehmend das Ergebnis und geriet nur noch bei einigen Ecken der Schwedinnen in Gefahr, bei denen sich Torhüterin Lydia Williams auszeichnen konnte. Am Ende zog Australien als Gruppenzweiter in die K.-o.-Runde ein, Schweden ist als Gruppendritter noch von den weiteren Spielen der Gruppen E und F abhängig.

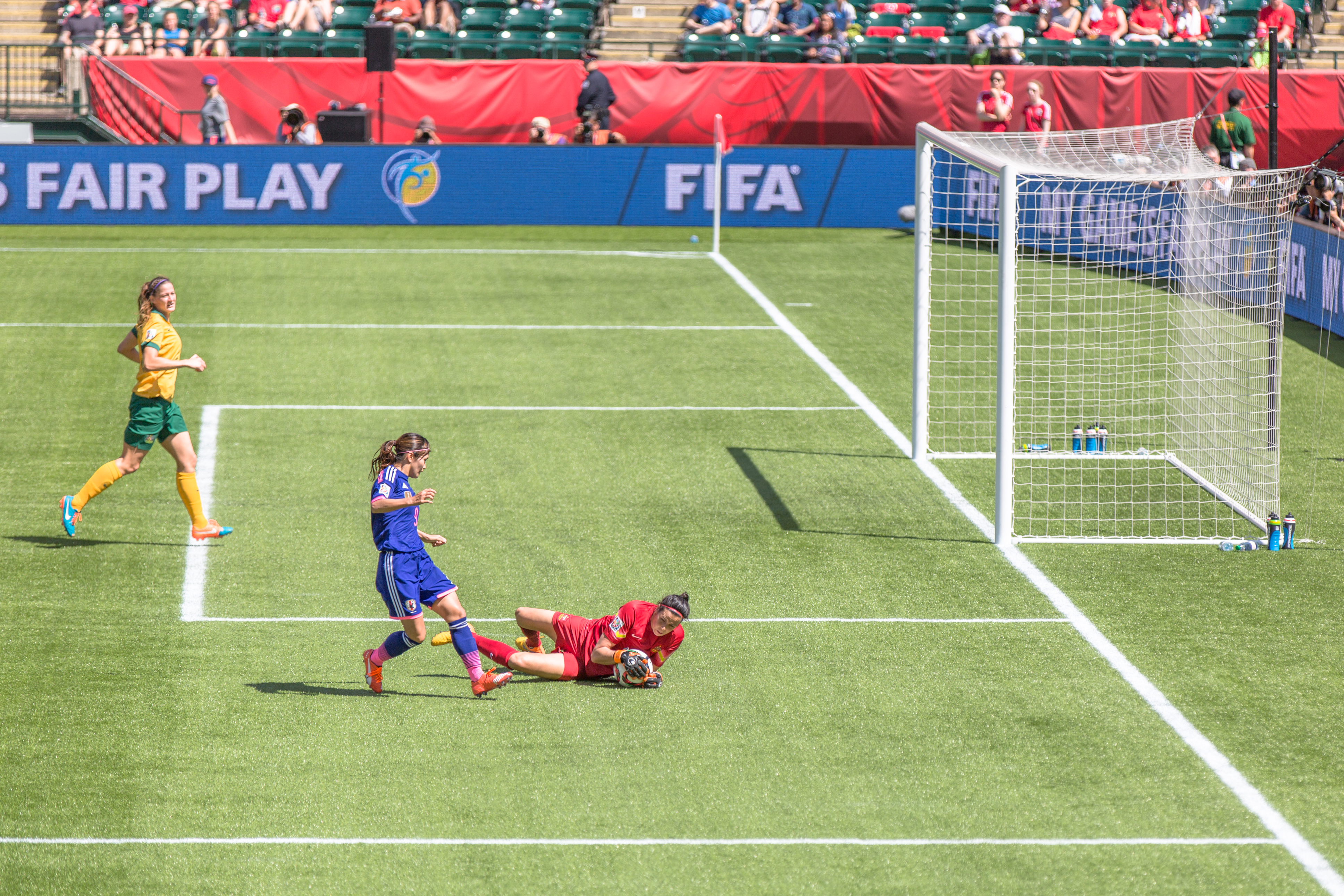
Szene aus dem Viertelfinalspiel gegen Japan

Als Gruppenzweiter traf Australien am 21. Juni 2015 auf Brasilien, den Gruppensieger der Gruppe E und musste dazu nach Moncton fliegen (6 bis 7 Stunden Flugzeit), während Gegner Brasilien schon sein letztes Gruppenspiel in Moncton bestritten hatte. Zwischen beiden gab es zuvor 11 Spiele, von denen Australien vier gewann und sieben verlor. Bei WM-Turnieren spielten beide zuvor zweimal gegeneinander, 2007 im Viertelfinale und 2011 in der Gruppenphase. Australien hatte beide Spiele knapp verloren (2:3 und 0:1). In einem sehr ausgeglichenen Spiel mit wenigen Torchancen konnte Australien einen Fehler der brasilianischen Torhüterin nutzen, die einen Schuss von Lisa De Vanna nicht festhalten konnte, den dann die kurz zuvor eingewechselte Kyah Simon zum 1:0 verwandelte. Damit gewannen die Australierinnen erstmals ein K.-o.-Spiel bei einer WM, was ihren männlichen Kollegen bisher vergönnt war.
Gegner im Viertelfinale war Titelverteidiger Japan. Australien musste dazu wieder zurück nach Edmonton fliegen. Beide trafen zuvor 21-mal aufeinander mit fünf Siegen für Australien, acht Remis und neun Niederlagen – zuletzt im Finale der Asienmeisterschaft 2014. Australien spielte diesmal eher defensiv und versuchte es mit Kontern, die Zuspiele in die Spitze waren aber zumeist zu ungenau und wurden von der japanischen Abwehr abgefangen. Selber ließen die Australierinnen aber auch erst in der Schlussphase bessere Torchancen der Japanerinnen zu, die eine davon nach einer Konfusion in der australischen Abwehr zum Siegtreffer nutzten. Die letzten Bemühungen den Ausgleich zu erzielen waren dann zu planlos. Damit schied Australien zum dritten Mal nacheinander im Viertelfinale aus.
| Pl. | Land       | Sp. | S | U | N | Tore    | Diff. | Punkte |
| --- | ---------- | --- | - | - | - | ------- | ----- | ------ |
| 1.  | USA        | 3   | 2 | 1 | 0 | 004:100 | +3    | 07     |
| 2.  | Australien | 3   | 1 | 1 | 1 | 004:400 | ±0    | 04     |
| 3.  | Schweden   | 3   | 0 | 3 | 0 | 004:400 | ±0    | 03     |
| 4.  | Nigeria    | 3   | 0 | 1 | 2 | 003:600 | −3    | 01     |

| Mo., 8. Juni 2015, in Winnipeg  |   |            |           |
| USA                             | – | Australien | 3:1 (1:1) |
| Fr., 12. Juni 2015, in Winnipeg |   |            |           |
| Australien                      | – | Nigeria    | 2:0 (1:0) |
| Di., 16. Juni 2015, in Edmonton |   |            |           |
| Australien                      | – | Schweden   | 1:1 (1:1) |

### K.-o.-Runde
| Achtelfinale am 21. Juni 2015, in Moncton   |   |            |           |
| Brasilien                                   | – | Australien | 0:1 (0:0) |
| Viertelfinale am 27. Juni 2015, in Edmonton |   |            |           |
| Australien                                  | – | Japan      | 0:1 (0:0) |

### Auszeichnungen
Elise Kellond-Knight und Lisa De Vanna wurden für das All-Star-Team nominiert.